# 与野公園
与野公園（よのこうえん）は、埼玉県さいたま市中央区本町西一丁目にある公園。1877年（明治10年）開園。

## 概要
明治政府は1873年（明治6年）、近代化路線の一環として太政官交付で公園制度を発足させ、同市浦和区の浦和偕楽園（現・調公園）、行田市の成田公園（現・水城公園）に次ぐ県内で3番目の公園として1877年（明治10年）に与野公園を開園した。
与野公園内にある天祖神社、御嶽社、大国社の境内を整備し、1977年（昭和52年）に5万平方メートルのバラ園が開設し、バラの名所として有名である。また、ソメイヨシノ、八重桜など、約60本の桜が植えられており、桜の名所としても知られる。児童遊園施設、噴水がある池、天祖神社（与野七福神・寿老人）、銭洗弁天がある。
園内は常時開放状態で、国道17号新大宮バイパス沿いにある駐車場は無料で駐車できる。

## 与野公園リニューアル
2022年8月のさいたま市「与野公園整備・運営管理事業」の Park-PFI（公募設置管理制度）にて、大和リース株式会社が2024年1月17日に事業予定者として選定され、2024年4月1日より指定管理業務が開始された。
2025年4月1日に同園はリニューアルオープンし、以下の施設が新設された。
- ばらテラス

公園のシンボルとなるバラ園を、今までと違う新たなビュースポットとして、一望することが出来るようになった。階段には座れるスペースが設けられており、子供たちが遊んでいるエリアを眺め、見守れるように配慮されている。
- ベーカリーカフェ

パンは毎日店内で、小麦粉を練り上げ、焼き上げている。テイクアウトして公園の自然の中でゆっくりと時間を過ごすこともできる。
- あそびのひろば

よじ登ったり、駆け上がったり、滑ったり、子供たちが楽しみながら使える与野公園オリジナルの遊具が備わっている。

園内の紹介
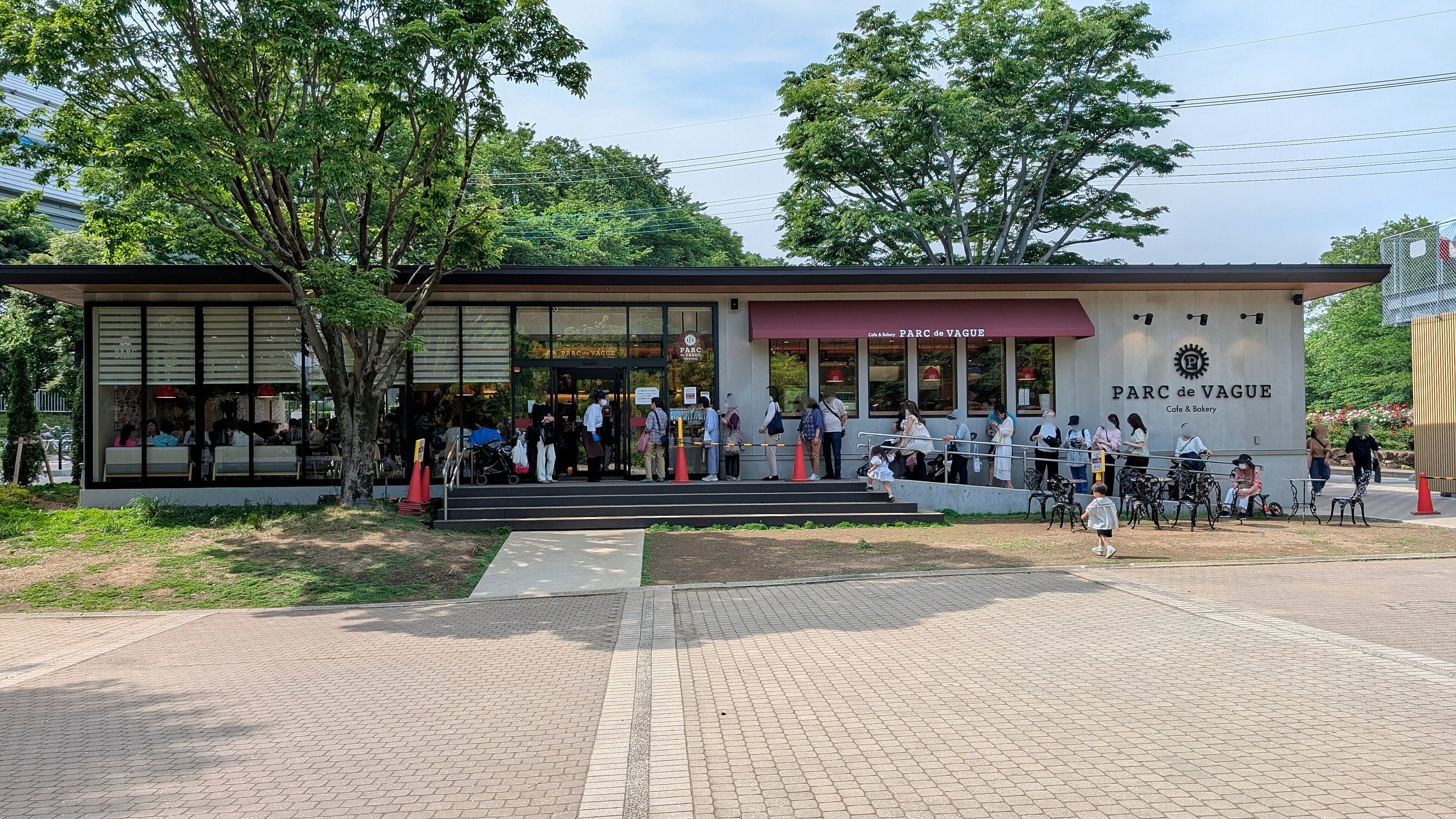
Cafe & bakery
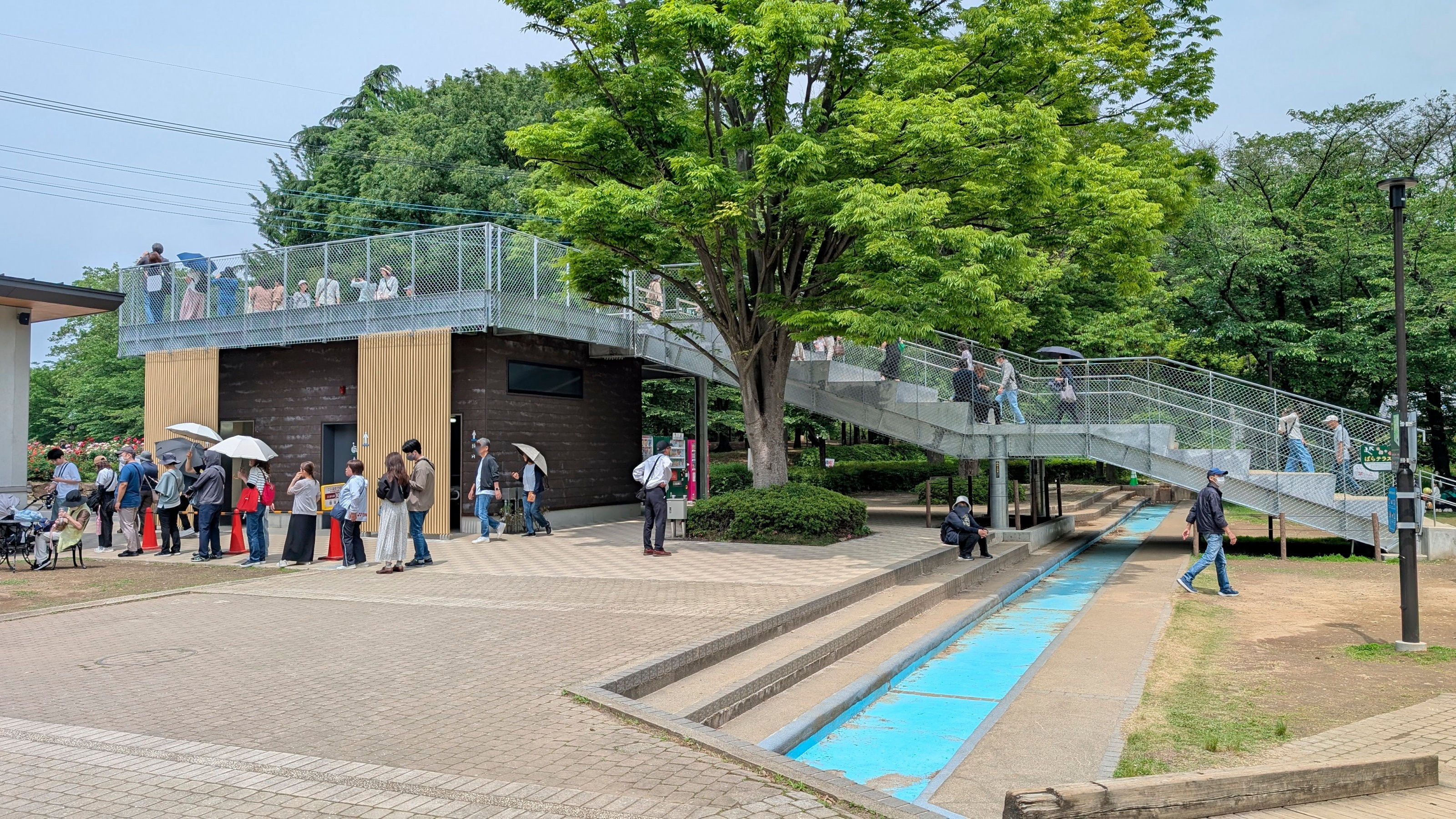
ばらテラス
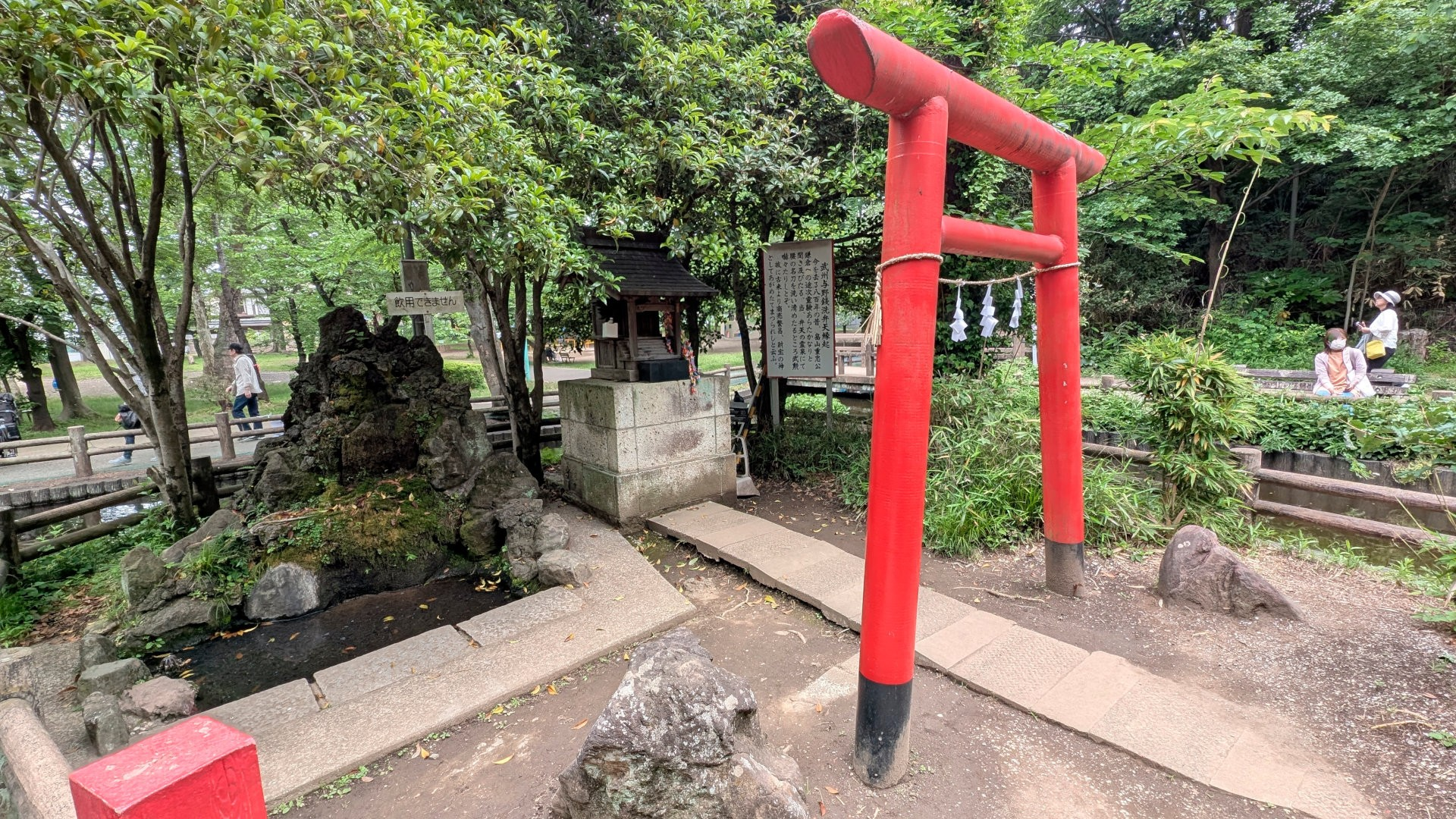
武州与野銭洗弁天
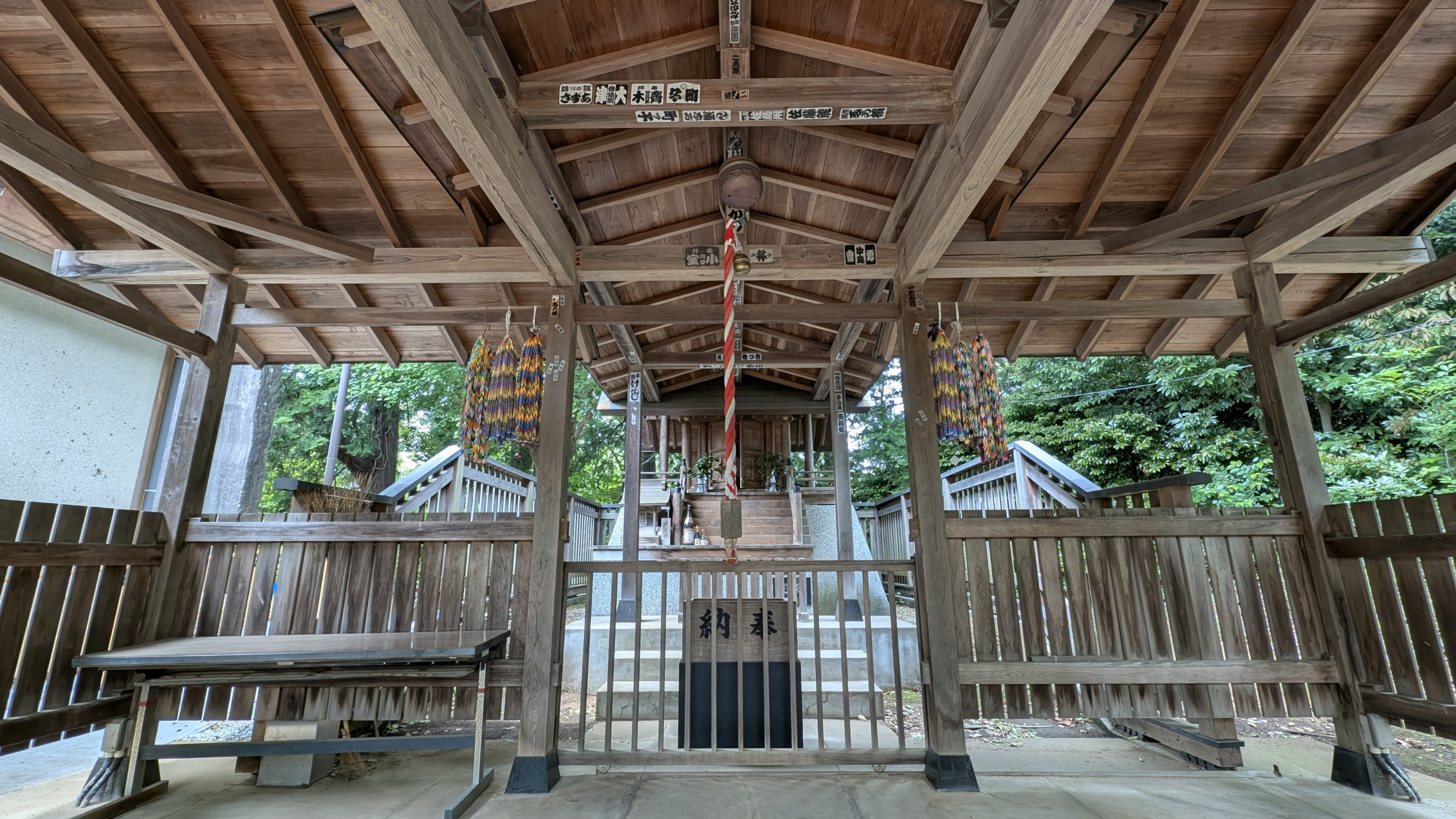
天祖神社(与野七福神の一つ)

## バラについて
1977年にバラ園が開設された。5,500平方メートルのバラ園には、現在約170種類、約3,000株のバラが植えられている。1980年以来、毎年5月に「ばらまつり」が開催されている。
バラは旧与野市の「市民の花」として親しまれ、合併後も中央区の「区の花」に選定された。また、中央区の「区の色」にも「ばら色」が選定されている。
2006年、バラ園のバラ2,700株のうち6割から7割が根頭がん腫病にかかっていることが明らかになり、園芸専門家が参画する活性化対策検討会を設置し、3年かけて土壌入れ替えや周辺樹木の選定作業などを実施し、樹勢回復に努めた。

ぱらまつり
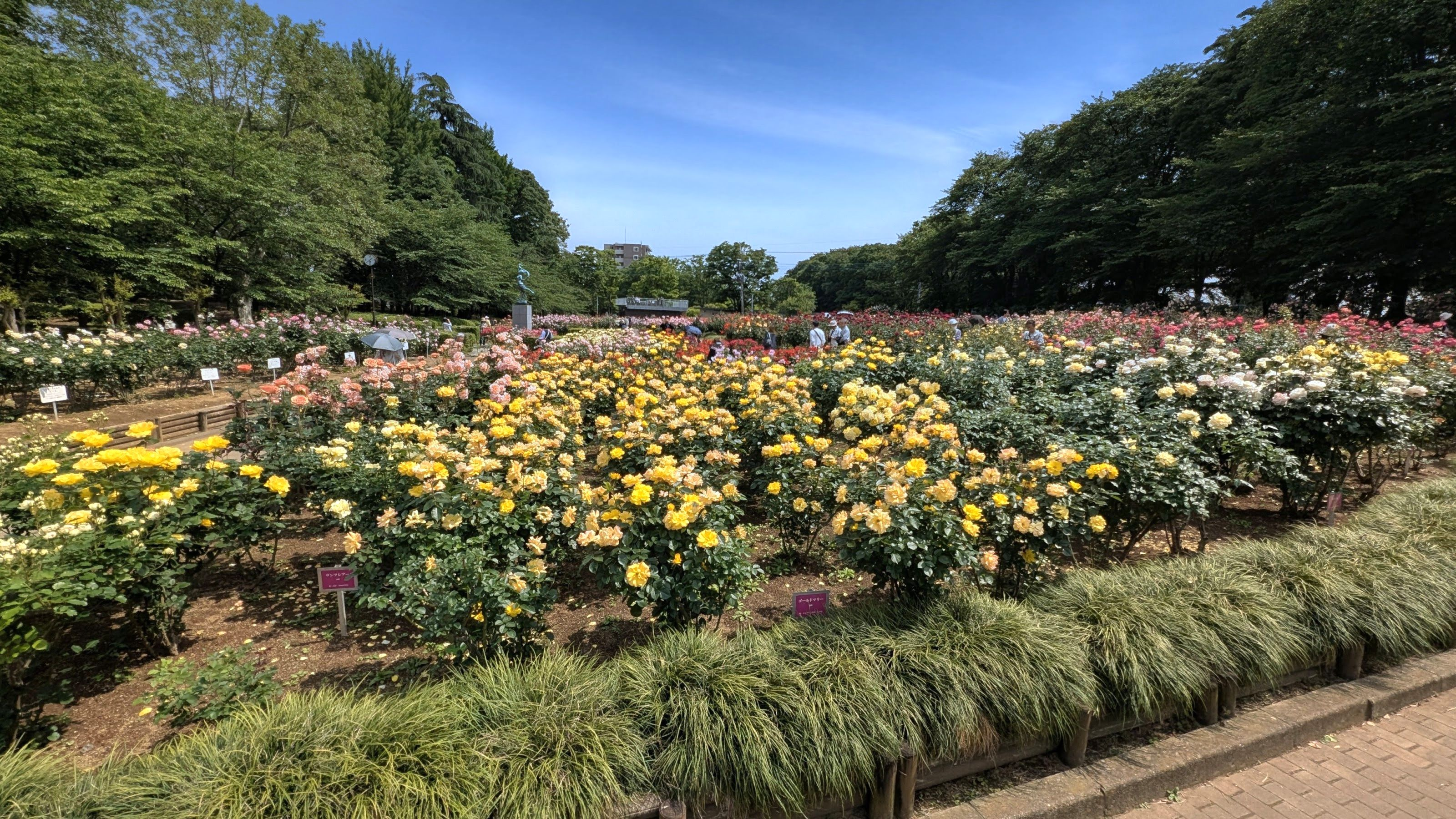
サンフレア(黄)・手前側
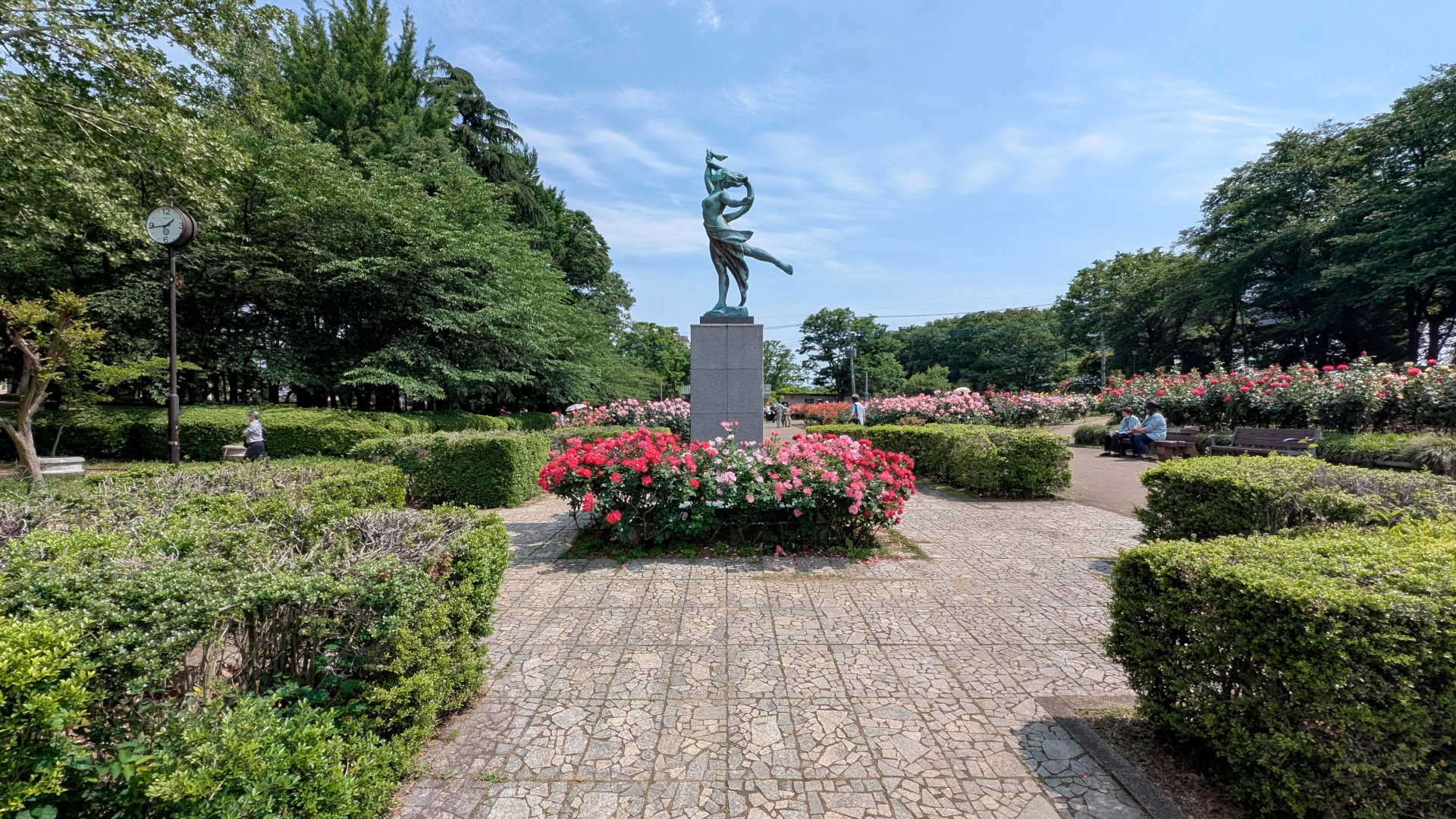
左側が自由ひろば、奥がばらテラス
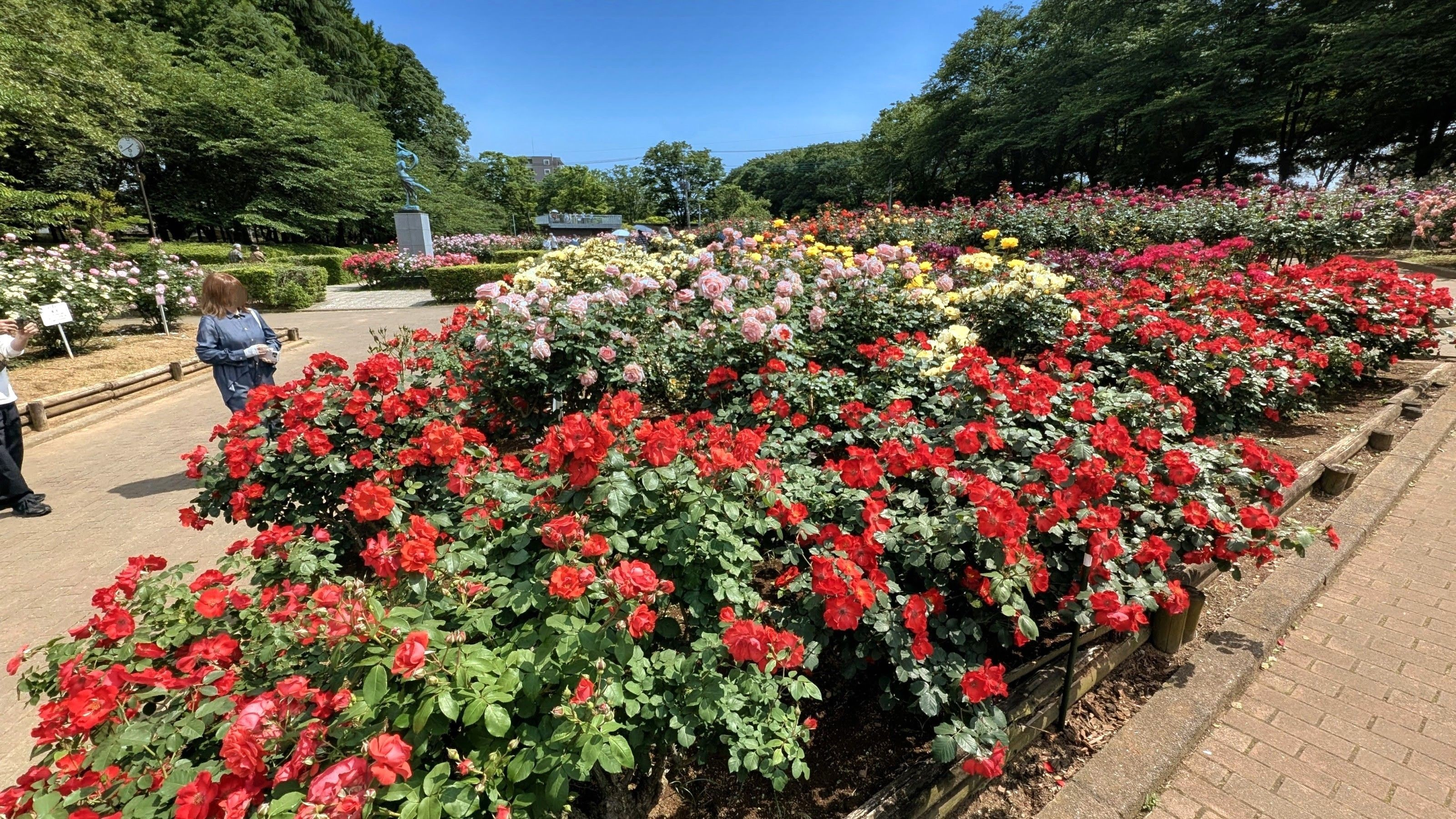
サラバンド(朱色)
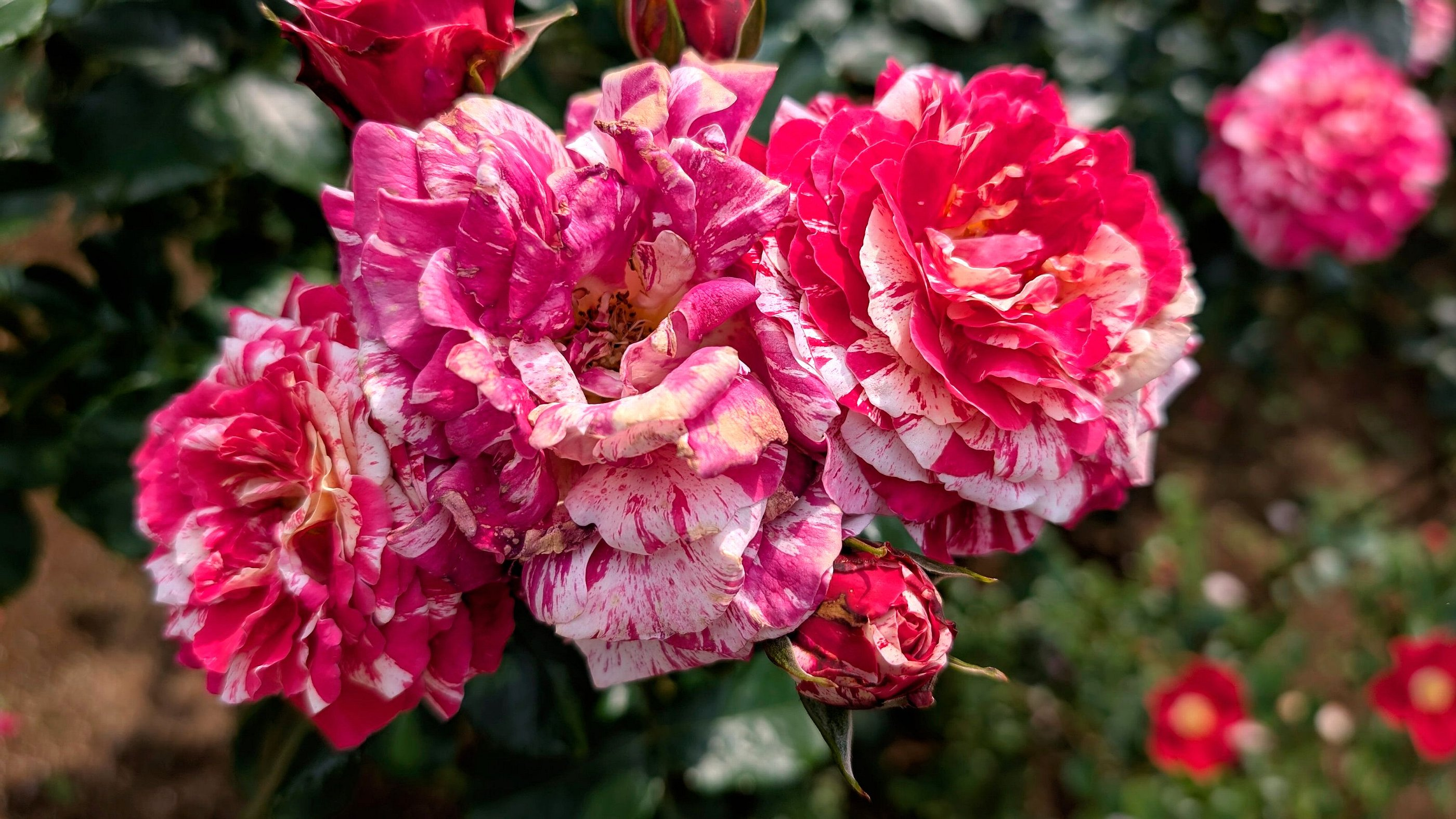
赤・白の絞りバラ「トイ トイ トイ！」

## 開園時間
公園部分は常時開放されており、トイレも24時間利用可能となっている。駐車場は時期によって開放時間が異なっており、4月から10月は9時から19時まで、11月から3月は9時から17時まで開放されている。

## アクセス
駅からのアクセス方法
JR埼京線「与野本町駅」から歩いて約10分
車でのアクセス方法	▼東京方面から
与野IC出口より、国道17号新大宮バイパスへ
「与野大宮大通り」を右折後、「いずみ高校入口」を右折する。再度国道17号新大宮バイパスへ入り、「与野公園」の標識を左折。　
駐車場情報	台数：第一47台、第二６台　計53台
身障者専用：第一２台、第二１台　計３台
料金：無料
利用可能時間
4月～10月9：00～19：00
11月～3月9：00～17：00　（左記時間以外の入出庫不可）
※桜、バラの開花時期となる4月上旬から6月上旬は、園内駐車場の混雑が予想されるので車の利用は注意が必要